# 砂塚隆広
砂塚 隆広（すなづか たかひろ、1958年7月7日 - ）は、日本の実業家、北國新聞社代表取締役社長、一般社団法人金沢経済同友会代表幹事。

## 人物・経歴
1958年7月7日、石川県生まれ。立教大学経済学部卒業。
1981年4月、北國新聞社入社。1998年4月、同社東京支社報道部長、1999年11月、同社営業局広告部長、2000年4月、同社社長室広報部長。
2004年4月、同社広告局長、2011年3月、同社取締役営業局長、2014年3月、同社常務取締役営業局長、同年10月、同社常務取締役、2020年2月、同社専務取締役。
2023年1月、同社代表取締役社長に就任。
一般社団法人金沢経済同友会代表幹事も務める。